# Indeed
Indeed est un métamoteur de recherche d'emploi, lancé en novembre 2004 aux États-Unis. Indeed est actuellement disponible dans plus de 50 pays, dont l'Australie, l'Autriche, la Belgique, la Chine, la France, l'Allemagne, l'Inde, l'Irlande, l'Italie, la Corée du Sud, les Pays-Bas, l'Espagne, la Suisse, le Brésil, le Canada, les États-Unis, le Japon, le Mexique et le Royaume-Uni, ainsi qu'en Antarctique. C'est le seul métamoteur de recherche d'emploi présent sur 7 continents. 
Ce moteur de recherche est un exemple de recherche verticale, à sujet unique. Indeed indexe les offres d'emploi publiées sur des milliers de sites tels que des sites d'annonces d'emploi, journaux, recruteurs, entreprises qui recrutent.  Les chercheurs d'emploi ne soumettent pas leurs candidatures directement sur Indeed, ils ont accès à une liste de liens vers les sites qui hébergent les annonces qui correspondent aux critères de leur recherche.  Les candidats parcourent les listes de postes proposés et décident quels sites visiter pour poser leur candidature. Pour affiner leurs recherches, les chercheurs d'emploi disposent d'un macro-langage avancé (proche de celui de Google). Les recherches avancées peuvent ensuite faire l'objet d'une alerte par courriel pour recevoir régulièrement les opportunités récentes de postes à pourvoir.

## Historique
Fondée en 2004 par Paul Forster et Rony Kahan, Indeed est une entreprise privée qui bénéficie d'investissements en provenance de The New York Times Company, Allen & Company et Union Square Ventures.
En 2005, Indeed a lancé sa version bêta du réseau de campagnes publicitaires pour offres d'emploi au prix-par-clic aux États-Unis. Au-delà de la recherche d'emploi, cet outil permet également de suivre les tendances du marché du travail en surveillant le comportement chronologique des termes que les annonces contiennent.
Le 25 septembre 2012, Indeed annonce son rachat par la société japonaise Recruit.
Le 24 juin 2014, Indeed annonce l'acquisition de MoBolt.
En mars 2023, Indeed annonce un plan social portant sur 15 % de ses effectifs, soit 2200 salariés. Ce plan intervient à la suite de la chute des revenus de l'entreprise.

## Informations supplémentaires
- Liste de moteurs de recherche